# Eurypon simplex
Eurypon simplex är en svampdjursart som först beskrevs av James Scott Bowerbank 1874.  Eurypon simplex ingår i släktet Eurypon och familjen Raspailiidae. Inga underarter finns listade i Catalogue of Life.